# Massachusetts Route 2A

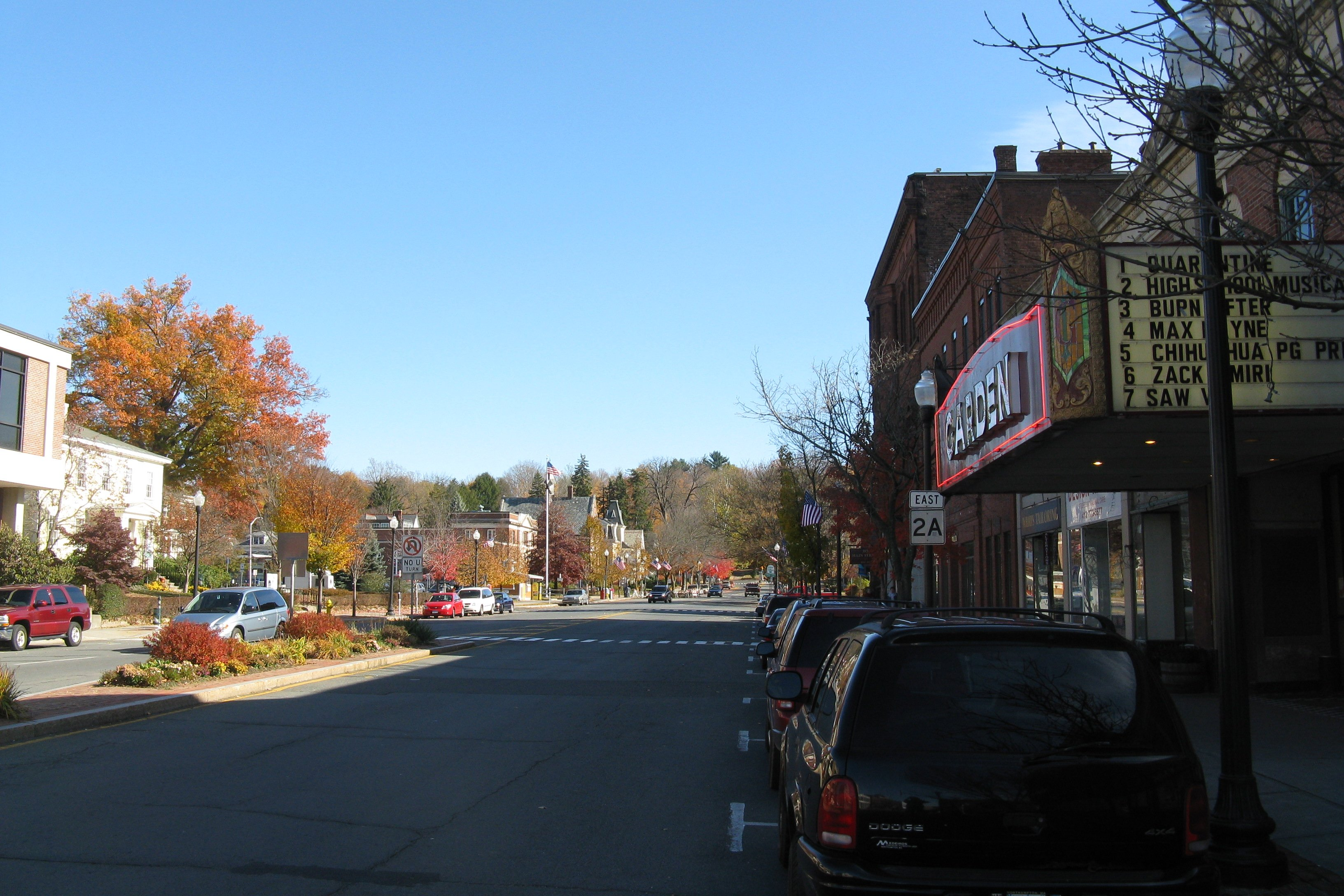
Die Route 2A in Greenfield

Die Massachusetts Route 2A ist eine 98,46 mi (158,5 km) lange State Route im Bundesstaat Massachusetts der Vereinigten Staaten mit Verlauf von Westen (Beginn in Greenfield) nach Osten (Ende in Boston). Die Streckenführung ist in Teilbereichen mit dem ehemaligen Verlauf der Route 2 identisch, der an diesen Stellen neu positioniert oder hochgestuft wurde. Die Route 2A führte bis 2007 in westlicher Richtung bis nach Shelburne Falls in Buckland, wurde dann jedoch bis zur Interstate 91 in Greenfield verkürzt.

## Streckenverlauf

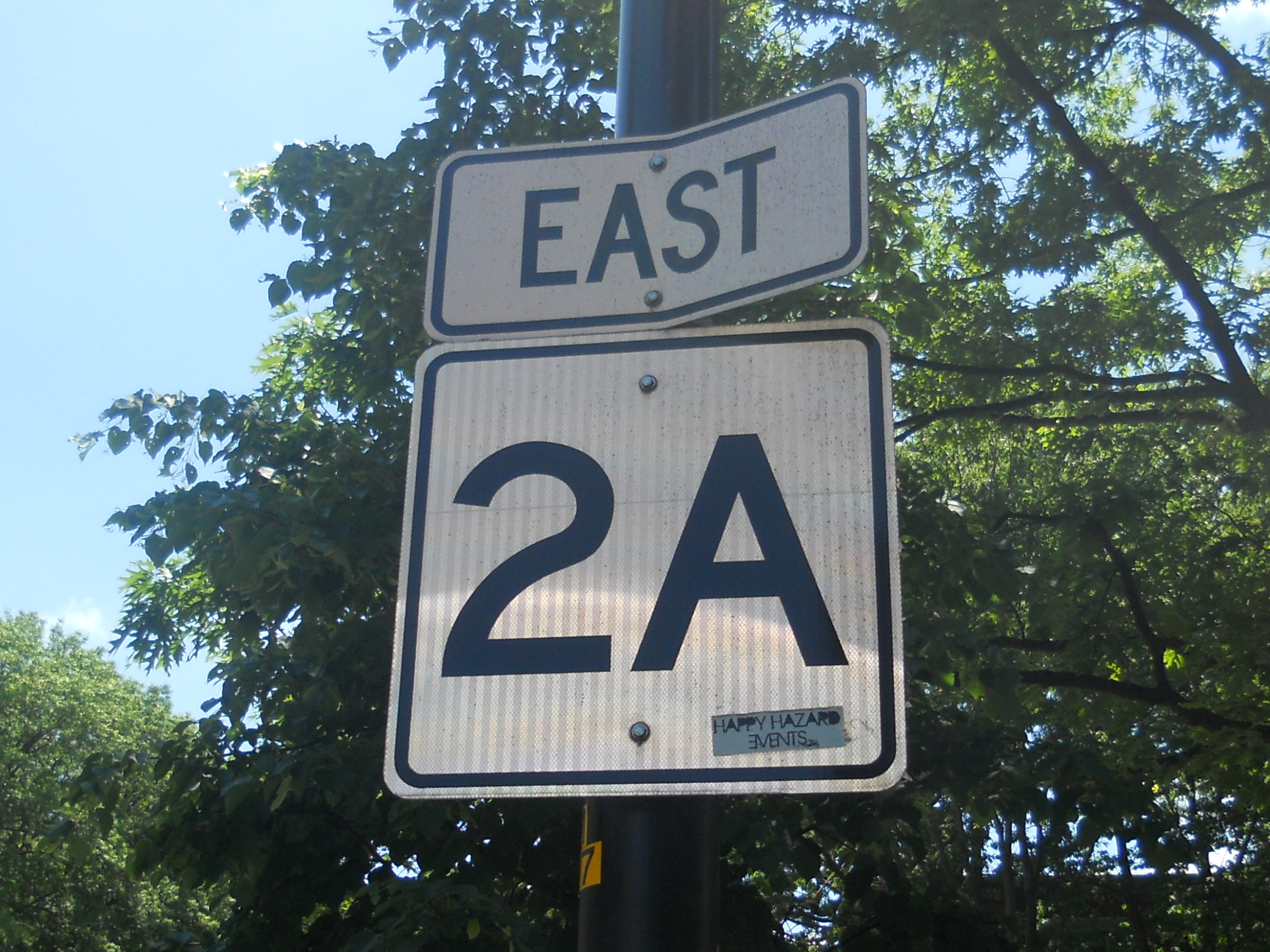
Ein Schild der Route 2A auf der Massachusetts Avenue in der Nähe des MIT

Die Strecke beginnt in Greenfield an der Kreisverkehr-Verbindung zur Interstate 91 bzw. Route 2. Von dort führt die Straße durch das Stadtzentrum, um sich an der Stadtgrenze zu Gill wieder mit der Hauptstrecke (Route 2) zu vereinigen. Nach 12,6 mi (20,3 km) verlässt die Route 2A die Route 2 und verläuft durch Orange und Athol, wo sie am ehemaligen Ende der Route 21 vorbeiführt, die nach dem Bau des Quabbin Reservoirs bis nach Belchertown verkürzt wurde. Die Strecke führt weiter über Phillipston und Westminster, wobei sie die Route 2 mehrfach kreuzt. In Fitchburg trägt die Straße zugleich noch mehrere andere Nummerierungen und ist in Lunenburg teilweise identisch mit der Route 13. In Shirley überquert sie schließlich die Grenze zum Middlesex County.
Nördlich von Fort Devens trifft die Route 2A auf Ayer und führt von dort weiter nach Littleton, wo sie Zugang zur Interstate 495 bietet. Von dort wendet sie sich in Richtung Süden nach Acton und Concord, um sich anschließend wieder mit der Hauptstrecke zu vereinigen. Nördlich des Walden Pond zweigt sie wieder ab und führt durch den Minute Man National Historical Park entlang der Great Road, die bereits die britischen Truppen während der Gefechte von Lexington und Concord benutzten. Im Anschluss bietet die Route 2A Zugang zur I-95 bzw. Route 128 und führt weiter durch Lexington und Arlington, von wo aus sie identisch mit dem U.S. Highway 3 verläuft. Nachdem dieser die Massachusetts Avenue am Alewife Brook Parkway wieder verlässt, führt die Route 2A weiter durch Cambridge und entlang des Harvard Yard sowie des Massachusetts Institute of Technology. Am Memorial Drive kreuzt die Strecke den U.S. Highway 3 bzw. die Route 3 und überquert über die Harvard Bridge den Charles River. In Boston endet die Route 2A auf der Commonwealth Avenue an der Anschlussstelle zur Route 2 bzw. zum U.S. Highway 20.

## Liste der Ausfahrten
| County    | Ort         | Entfernung         | Anschlussverbindungen | Bemerkungen |
| --------- | ----------- | ------------------ | --------------------- | --- |
| Franklin  | Greenfield  | 0 mi (0 km)        | I-91 / MA 2           | Westliches Ende der Route 2 an der Ausfahrt 26 der I-91                                                                           |
| Franklin  | Greenfield  | 1,1 mi (1,8 km)    | US 5 / MA 10          | Court Square |
| Franklin  | Greenfield  | 4,1 mi (6,6 km)    | MA 2                  | Beginn des nicht ausgewiesenen identischen Verlaufs mit der Route 2                                                               |
| Franklin  | Gill        | 8 mi (12,9 km)     |                       | Querung des Connecticut River über die French King Bridge                                                                         |
| Franklin  | Erving      | 9,1 mi (14,6 km)   | MA 63                 | |
| Franklin  | Erving      | 16,7 mi (26,9 km)  | MA 2                  | Ende des nicht ausgewiesenen identischen Verlaufs mit der Route 2                                                                 |
| Franklin  | Orange      | 18,9 mi (30,4 km)  | MA 78                 | Südliches Ende der Route 78 |
| Franklin  | Orange      | 20,2 mi (32,5 km)  | MA 122                | Nördliches Ende der Route 122 |
| Worcester | Athol       | 25,2 mi (40,6 km)  | MA 32                 | Westliches Ende des identischen Verlaufs mit der Route 32                                                                         |
| Worcester | Athol       | 25,9 mi (41,7 km)  | MA 21                 | |
| Worcester | Athol       | 26,6 mi (42,8 km)  | MA 32                 | Östliches Ende des identischen Verlaufs mit der Route 32                                                                          |
| Worcester | Athol       | 27,7 mi (44,6 km)  | US 202 / MA 2         | Ausfahrt 18, Zu- und Abfahrt nur in westlicher Fahrtrichtung                                                                      |
| Worcester | Phillipston | 28,4 mi (45,7 km)  | US 202 / MA 2         | Ausfahrt 18, Zu- und Abfahrt nur in östlicher Fahrtrichtung                                                                       |
| Worcester | Phillipston | 30,7 mi (49,4 km)  | US 202 / MA 2         | Beginn des identischen Verlaufs mit der US 202                                                                                    |
| Worcester | Templeton   | 31,5 mi (50,7 km)  | US 202                | Ende des identischen Verlaufs mit der US 202                                                                                      |
| Worcester | Templeton   | 34,5 mi (55,5 km)  | MA 101                | Westliches Ende des identischen Verlaufs mit der Route 101                                                                        |
| Worcester | Templeton   | 35,5 mi (57,1 km)  | MA 2                  | |
| Worcester | Templeton   | 36,2 mi (58,3 km)  | MA 101                | Östliches Ende des identischen Verlaufs mit der Route 101                                                                         |
| Worcester | Gardner     | 38,6 mi (62,1 km)  | MA 68                 | |
| Worcester | Westminster | 43,8 mi (70,5 km)  | MA 140 / MA 2         | Westliches Ende des identischen Verlaufs mit der Route 140 Zufahrt zur und Abfahrt von der Route 2 nur in östlicher Fahrtrichtung |
| Worcester | Westminster | 44 mi (70,8 km)    | MA 140 / MA 2         | Östliches Ende des identischen Verlaufs mit der Route 140 Zufahrt zur und Abfahrt von der Route 2 nur in westlicher Fahrtrichtung |
| Worcester | Fitchburg   | 47,7 mi (76,8 km)  | MA 31                 | Westliches Ende des identischen Verlaufs mit der Route 31                                                                         |
| Worcester | Fitchburg   | 48,8 mi (78,5 km)  | MA 12                 | Westliches Ende der dreifachen Nummerierung der Strecke                                                                           |
| Worcester | Fitchburg   | 49,6 mi (79,8 km)  | MA 12                 | Östliches Ende der dreifachen Nummerierung der Strecke Weiterführung des identischen Verlaufs mit der Route 31                    |
| Worcester | Fitchburg   | 50,6 mi (81,4 km)  | MA 31                 | Östliches Ende des identischen Verlaufs mit der Route 31                                                                          |
| Worcester | Lunenburg   | 53,4 mi (85,9 km)  | MA 13                 | Westliches Ende des identischen Verlaufs mit der Route 13                                                                         |
| Worcester | Lunenburg   | 53,7 mi (86,4 km)  | MA 13                 | Östliches Ende des identischen Verlaufs mit der Route 13                                                                          |
| Worcester | Lunenburg   | 58,7 mi (94,5 km)  | MA 225                | Westliches Ende der Route 225 |
| Middlesex | Ayer        | 63 mi (101,4 km)   | MA 111                | Westliches Ende des identischen Verlaufs mit der Route 111                                                                        |
| Middlesex | Ayer        | 64,7 mi (104,1 km) | MA 111 / MA 110       | Östliches Ende des identischen Verlaufs mit der Route 111 Westliches Ende des identischen Verlaufs mit der Route 110              |
| Middlesex | Littleton   | 69,2 mi (111,4 km) | I-495                 | |
| Middlesex | Littleton   | 69,8 mi (112,3 km) | MA 110 / MA 119       | Östliches Ende des identischen Verlaufs mit der Route 110 Westliches Ende des identischen Verlaufs mit der Route 119              |
| Middlesex | Acton       | 74,8 mi (120,4 km) | MA 27                 | |
| Middlesex | Concord     | 77,6 mi (124,9 km) | MA 119 / MA 2         | Östliches Ende des identischen Verlaufs mit der Route 119 Westliches Ende des identischen Verlaufs mit der Route 2                |
| Middlesex | Concord     | 78,9 mi (127 km)   | MA 62                 | |
| Middlesex | Concord     | 81,1 mi (130,5 km) | MA 126                | |
| Middlesex | Concord     | 82,2 mi (132,3 km) | MA 2                  | Östliches Ende des identischen Verlaufs mit der Route 2                                                                           |
| Middlesex | Lincoln     | 82,6 mi (132,9 km) |                       | Zufahrt zum Minute Man National Historical Park                                                                                   |
| Middlesex | Lexington   | 85,3 mi (137,3 km) | Marrett Road          | Zufahrt zum Minutemen National Historical Park                                                                                    |
| Middlesex | Lexington   | 85,6 mi (137,8 km) | I-95 / MA 128         | |
| Middlesex | Lexington   | 88,3 mi (142,1 km) | MA 4 / MA 225         | Westliches Ende des identischen Verlaufs mit den Routen 4 und 225                                                                 |
| Middlesex | Lexington   | 88,4 mi (142,3 km) | MA 4 / MA 225         | Östliches Ende des identischen Verlaufs mit den Routen 4 und 225                                                                  |
| Middlesex | Arlington   | 92 mi (148,1 km)   | US 3                  | Westliches Ende des identischen Verlaufs mit der US 3                                                                             |
| Middlesex | Arlington   | 92,2 mi (148,4 km) | MA 60                 | Westliches Ende der dreifachen Nummerierung der Strecke                                                                           |
| Middlesex | Arlington   | 92,3 mi (148,5 km) | MA 60                 | Östliches Ende der dreifachen Nummerierung der Strecke Die Route 2A und die US 3 vereinen sich mit der Massachusetts Avenue       |
| Middlesex | Cambridge   | 93,7 mi (150,8 km) | US 3                  | Östliches Ende des identischen Verlaufs mit der US 3 am Alewife Brook Parkway                                                     |
| Middlesex | Cambridge   | 95,9 mi (154,3 km) |                       | Die Route 2A führt durch den Harvard Yard und über das Gelände der Harvard University                                             |
| Middlesex | Cambridge   | 97,8 mi (157,4 km) | US 3 / MA 3           | Kreuzung zum Memorial Drive an der Harvard Bridge Nördliches Ende der Route 3 Südliches Ende der US 3                             |
| Suffolk   | Boston      | 98,5 mi (158,5 km) | US 20 / MA 2          | Östliches Ende der Route 2A an der Zufahrt zur Route 2 (Commonwealth Avenue)                                                      |